# Украинское геральдическое общество

Флаг Украинского геральдического общества

Украи́нское геральди́ческое общество́ (УГО; укр. Українське геральдичне товариство) — организация, которая занимается научно-исследовательской работой в области таких специальных исторических дисциплин, как геральдика, вексиллология, эмблематика, сфрагистика, униформология и генеалогия, содействует их популяризации и практическому применению. УГО предоставляет консультации и помогает в разработке гербов, флагов, эмблем и т. п.

## История
9 июля 1990 года УГО было создано во Львове небольшой группой исследователей. Соучредителями УГО были Центральный государственный исторический архив Украины во Львове, областные отделения Украинского фонда культуры и Общества охраны памятников культуры и Научное общество имени Т. Г. Шевченко во Львове. УГО продолжило местную геральдическую традицию (поскольку в 1906 году во Львове уже было основано Геральдическое общество, на базе которого после Первой мировой войны возникло Польское геральдическое общество) и традицию общества, которое действовало в диаспоре в 1960-е годы (Украинское геральдико-генеалогическое общество).
Поначалу УГО объединяло исследователей из Львовщины и соседних областей. Довольно быстро деятельность Общества распространилась и на всю территорию Украины, оно установило контакты с белорусскими, польскими, российскими, словацкими геральдистами и вексиллологами, появились и зарубежные члены-корреспонденты из Франции, США, Канады.
7 декабря 1993 года УГО было зарегистрировано Министерством юстиции Украины как всеукраинская общественная организация. Теперь оно объединяет ведущих специалистов в сфере геральдики, эмблематики, униформистики и т. п.. Членами Общества является свыше 300 человек — это преимущественно историки, архивисты, работники музеев, художники, архитекторы и другие, которых интересуют направления работы организации. Активно работают региональные отделения УГО (особенно — Кропивницкое и Львовское).

## Деятельность общества
Совместно с Львовским отделением Института украинской археографии и источниковедения им. М. Грушевского Национальной академии наук Украины с 1991 года ежегодно проводятся научные геральдические конференции. Сначала они проходили в помещении Центрального государственного исторического архива Украины во Львове, а позже — в конференц-зале Научного общества имени Шевченко. В ходе работы конференций заслушиваются доклады и сообщения, обсуждаются общие научные проблемы, происходит обмен опытом, разрабатываются планы дальнейшей деятельности.
В 1993 году в Киеве был проведён круглый стол «Киевская символика»; в 1994–1995 годах на территории Украины совместно со Словацким генеалогико-геральдическим обществом при Матице словацкой была организована выставка «Из современного словацкого геральдического творчества» (Львов, Луцк, Мукачево, Ужгород и Киев); в 2004 году — выставка «Украинская военная эмблематика: генезис нарукавной эмблемы Вооружённых Сил Украины 1918–2004 гг.».
Генеалогическая секция УГО проводила в Киеве чтения памяти В. Модзалевского, а во Львове совместно с «Просвітой» — отдельные генеалогические конференции и семинары. При участии УГО изданы сборники материалов конференций, ряд научных монографий и научно-популярных изданий.
С 1993 года УГО издаёт свой вестник «Знак», в котором публикуются разнообразные материалы по геральдике и смежным дисциплинам. С 2000 года в Белой Церкви и Львове начато издание ежегодных «Генеалогических записок Украинского геральдического общества». С 2004 года начато издание «Реестра персональных гербов УГО», а в 2010 году — «Корпоративного гербовника УГО».